# オルトコロナウイルス亜科
オルトコロナウイルス亜科（オルトコロナウイルスあか、Orthocoronavirinae / コロナウイルス〈Coronavirus〉）は、ゲノムとしてリボ核酸 (RNA) をもつ一本鎖プラス鎖RNAウイルスで、哺乳類や鳥類に病気を引き起こすウイルスのグループの1つ。ニドウイルス目コロナウイルス科に属する。
含まれるウイルスは、コロナウイルス科から両生類に感染するレトウイルス亜科を除いた、いわゆるアルファからデルタまでのコロナウイルスである。過去の記録として、2018年以前は「コロナウイルス亜科」、2009年以前は「コロナウイルス属」と呼ばれていた。分類名としては、2018年に「オルトコロナウイルス亜科」に改名された。

## 概略
単にコロナウイルスと言った場合、コロナウイルス科、あるいはこのオルトコロナウイルス亜科を指すとされている。コロナウイルス科は、アルファからデルタまでのコロナウイルス以外にも、レトウイルス亜科を含んでいるため、実際の分類範囲としては、コロナウイルス＝オルトコロナウイルス亜科となっている。
オルトコロナウイルスは、ウイルス粒子表面のエンベロープ（膜構造）に、花弁状の長いスパイク蛋白の突起（S蛋白、約 20 nm）を持ち、外観がコロナ（太陽の光冠）に似ている。らせん対称性のヌクレオカプシドをもつエンベロープウイルスである。多形性で、大きさは直径80-220nm程度である。ゲノムサイズは約26〜32キロベース (kb) で、既知のRNAウイルスでは最大級である。
症状は生物の種類によって異なり、鶏の場合は上気道疾患を引き起こし、牛や豚の場合は下痢を引き起こす。
ヒトでは、風邪を含む呼吸器感染症を引き起こす。SARSコロナウイルス (SARS-CoV)、MERSコロナウイルス (MERS-CoV) およびSARSコロナウイルス2 (SARS-CoV-2) のようなタイプのウイルスでは、致死性を持つ。

### 名前
コロナウイルス (Coronavirus) の名称は、ウイルスを電子顕微鏡で観察したときに見られる、ビリオン（感染性を有するウイルス粒子）の特徴的な外観に由来する。ビリオンは大きな球状の表面突起の縁をもち、太陽コロナを思わせる像をつくる。
また「コロナ: Corona」は、ラテン語: corona（コロナ）＝光冠（丸い光の輪）を意味するギリシア語: κορώνη（korṓnē コロネ）に由来している。
亜科名の「オルト: Ortho-」は、ギリシア語で「歪みのない」を意味する ορθός（オルソス）が由来である。

### 歴史
このグループで最初に発見されたのは、1931年に報告されたニワトリの伝染性気管支炎ウイルスである。1940年代にはマウス肝炎ウイルス、豚伝染性胃腸炎ウイルスも報告されている。
ヒトの病原体としては、1960年に風邪をひいたヒトから、ヒトコロナウイルスB814が発見された。この株は培養が難しかったため後に失われた。1960年代には風邪をひいたヒト患者の鼻腔からヒトコロナウイルス229EおよびヒトコロナウイルスOC43の2つのウイルスが発見された。当初はこれらのウイルスの関係は定かではなかった。ヒトコロナウイルスも一時はヒト呼吸器ウイルス（Human respiratory virus）とも呼ばれていた。
1960年代になると、電子顕微鏡写真で構造の類似が指摘され、コロナウイルスと呼ぶ人が多くなった。1971年にはこれらがコロナウイルス属としてまとめられた。
2009年には、分子系統解析の進展により分類の整理が進んだ。コロナウイルス属は解体され、新たにアルファからデルタコロナウイルスが設置された。また、コロナウイルスに近縁なウイルスとしてトロウイルス亜科（後にトロウイルス科として独立）が発見され、アルファからデルタまでのコロナウイルスのグループとしてコロナウイルス亜科が設定された。
2018年にはまた新たな動きがあり、トロウイルス亜科がトロウイルス科として独立した一方で、コロナウイルス科の新たなグループとしてレトウイルス亜科が設定された。この時コロナウイルス亜科はオルトコロナウイルス亜科に改名され、現在に至っている。

### コロナウイルス及び近縁系統の分類の変遷
1971年
| 上位分類     |                  | 下位分類               |
| ------------ | ---------------- | ---------------------- |
| （設定無し） | コロナウイルス属 | 伝染性気管支炎ウイルス |
| （設定無し） | コロナウイルス属 | マウス肝炎ウイルス     |
| （設定無し） | コロナウイルス属 | ヒト呼吸器ウイルス 等  |

2009年
| 上位分類         |                    | 下位分類                 |
| ---------------- | ------------------ | ------------------------ |
| コロナウイルス科 | コロナウイルス亜科 | アルファコロナウイルス属 |
| コロナウイルス科 | コロナウイルス亜科 | ベータコロナウイルス属   |
| コロナウイルス科 | コロナウイルス亜科 | デルタコロナウイルス属   |
| コロナウイルス科 | コロナウイルス亜科 | ガンマコロナウイルス属   |
| コロナウイルス科 | トロウイルス亜科   | トロウイルス属           |

2018年
| 上位分類         |                          | 下位分類                 |
| ---------------- | ------------------------ | ------------------------ |
| コロナウイルス科 | オルトコロナウイルス亜科 | アルファコロナウイルス属 |
| コロナウイルス科 | オルトコロナウイルス亜科 | ベータコロナウイルス属   |
| コロナウイルス科 | オルトコロナウイルス亜科 | デルタコロナウイルス属   |
| コロナウイルス科 | オルトコロナウイルス亜科 | ガンマコロナウイルス属   |
| コロナウイルス科 | レトウイルス亜科         | アルファレトウイルス属   |

## 分類
ウイルスの分類においてオルトコロナウイルス亜科は、レトウイルス亜科と共にコロナウイルス科に含まれる。オルトコロナウイルスには4属45種を含む。

### オルトコロナウイルス亜科

#### アルファコロナウイルス属
- アルファコロナウイルス属（英語版）（Alphacoronavirus） タイプ種：アルファコロナウイルス1
  - 種：Bat coronavirus CDPHE15、Bat coronavirus HKU10、Rhinolophus ferrumequinum alphacoronavirus HuB-2013、ヒトコロナウイルス229E、Lucheng Rn rat coronavirus、Mink coronavirus 1、Miniopterus bat coronavirus 1、Miniopterus bat coronavirus HKU8、Myotis ricketti alphacoronavirus Sax-2011、Nyctalus velutinus alphacoronavirus SC-2013、Pipistrellus kuhlii coronavirus 3398、豚流行性下痢ウイルス（Porcine epidemic diarrhea virus）、Scotophilus bat coronavirus 512、Rhinolophus bat coronavirus HKU2、Human coronavirus NL63、NL63-related bat coronavirus strain BtKYNL63-9b、Sorex araneus coronavirus T14、Suncus murinus coronavirus X74、アルファコロナウイルス1

#### ベータコロナウイルス属
- ベータコロナウイルス属（英語版）（Betacoronavirus） タイプ種：マウスコロナウイルス
  - 種：ベータコロナウイルス1、China Rattus coronavirus HKU24、ヒトコロナウイルスHKU1、マウスコロナウイルス、Myodes coronavirus 2JL14、Bat Hp-betacoronavirus Zhejiang2013、Hedgehog coronavirus 1、MERSコロナウイルス、Pipistrellus bat coronavirus HKU5、Tylonycteris bat coronavirus HKU4、Eidolon bat coronavirus C704、Rousettus bat coronavirus GCCDC1、Rousettus bat coronavirus HKU9、SARS関連コロナウイルス

#### ガンマコロナウイルス属
- ガンマコロナウイルス属（英語版）（Gammacoronavirus） タイプ種：鶏伝染性気管支炎ウイルス
  - 種：Goose coronavirus CB17、Beluga whale coronavirus SW1、鶏伝染性気管支炎ウイルス、Avian coronavirus 9203、Duck coronavirus 2714

#### デルタコロナウイルス属
- デルタコロナウイルス属（英語版）（Deltacoronavirus） タイプ種：ヒヨドリコロナウイルスHKU11
  - 種：Wigeon coronavirus HKU20、ヒヨドリコロナウイルスHKU11、Common moorhen coronavirus HKU21、Coronavirus HKU15、Munia coronavirus HKU13、White-eye coronavirus HKU16、Night heron coronavirus HKU19

## 構造

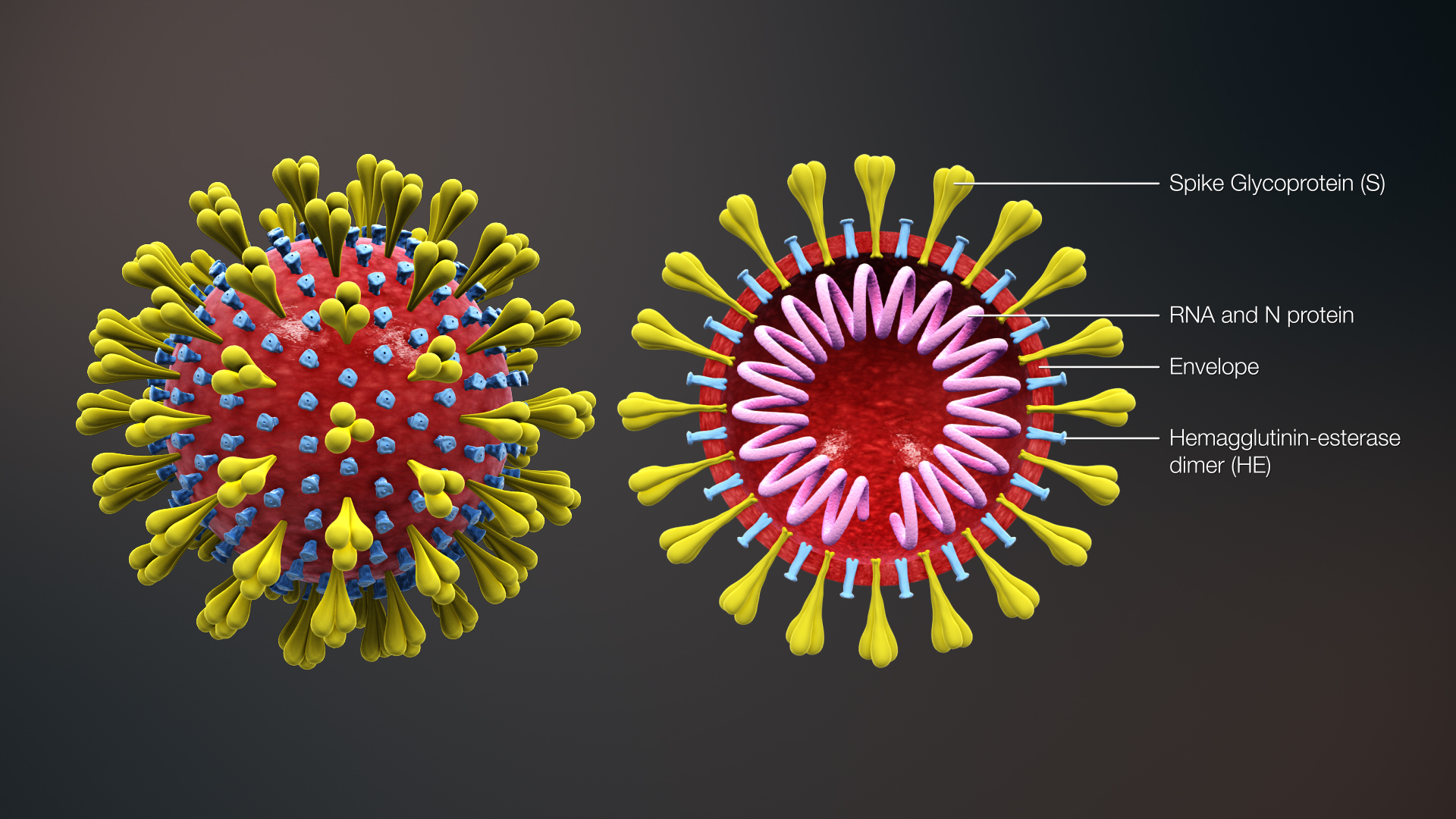
コロナウイルスの外観および内部の模式図

オルトコロナウイルス亜科に属するウイルスは粒子状であり、その表面は細胞一般と同じ脂質二重膜である。電子顕微鏡で撮影すると表面にスパイクタンパク質が多数生えている様子が王冠のように見える。この脂質二重膜はエンベロープと呼ばれ、スパイクと共に感染先となる宿主細胞を認識する機能を持つヘマグルチニンタンパクが埋め込まれている（特にベータコロナウイルスサブグループAのメンバー）。エンベロープの内部にはウイルスのゲノムがある。ゲノムはタンパク質に包まれた一本のRNAであり、このゲノムRNAがタンパク質に包まれた状態をヌクレオカプシドと呼ぶ。

### ゲノム
オルトコロナウイルス亜科（及び他の殆どのニドウイルス目）の特徴の一つは、そのゲノムがDNAではなくRNAであることである。そのゲノムRNAは宿主細胞の中でそのまま伝令RNA（messenger RNA、mRNA、タンパク質に翻訳され得る塩基配列情報と構造を持ったRNA）として機能する配列構造になっている。mRNAは、ゲノムRNAの ‘3 側から ‘5 側に違う長さで伸張する数本のmRNAから構成され、各mRNAの ‘5 末端はゲノムRNAの 5’ 末端にあるリーダー配列を持つ。
ウイルスタンパクの翻訳は一般に各mRNAの ‘5 末端に存在するオープンリーディングフレーム (ORF) からのみ翻訳される。ゲノムRNA (mRNA-1) の ‘5 末端約 20kb には2つのORF（1a と 1b で 802kDa をコードする）からなり、このORF間にはシュードノット (pseudoknot, Pn) と呼ばれる核酸の三次構造を持つ。1a タンパクだけで翻訳が終止する場合と、Pn により 1a + 1b 融合タンパクが合成されるケースがある。1a + 1b タンパクは16個の調節タンパクに解裂され、プロテアーゼ（ペプチド結合加水分解酵素）、RNAポリメラーゼとして働く。

### タンパク質
ウイルス粒子の構造タンパクとしては、ゲノムRNAに結合するヌクレオタンパク (N) の量が最も多い。これはゲノムRNAと結合し、ヌクレオカプシドとなる。ヌクレオカプシドを包み込むエンベロープには、コロナウイルスに特徴的な王冠様突起をなすスパイクタンパク質 (S)、内在性膜タンパク質 (M)、エンベロープタンパク質 (E) がある。

## 増殖過程

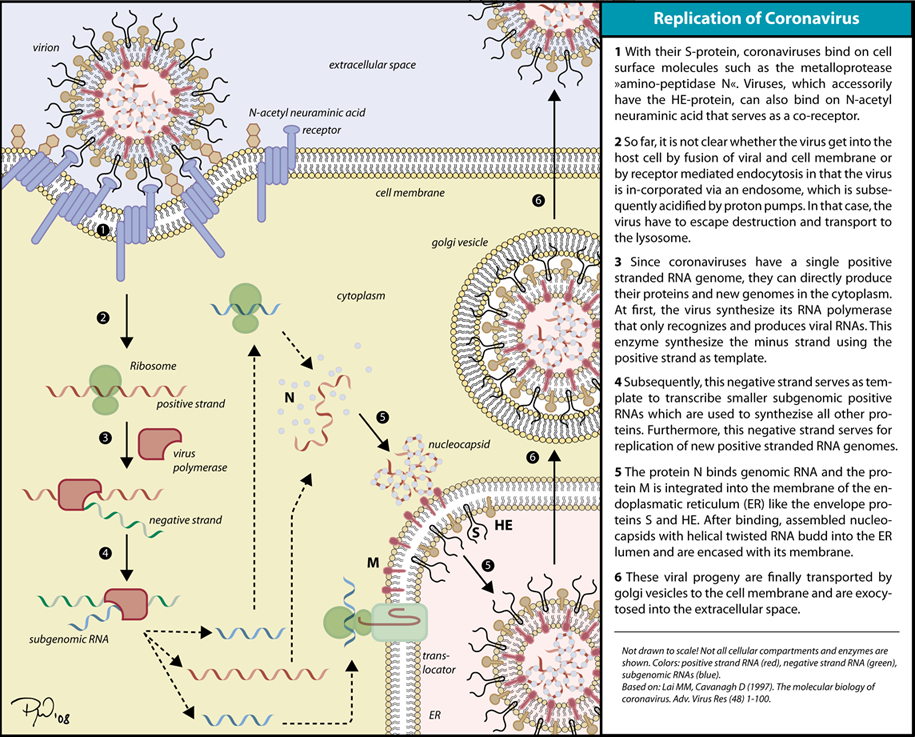
コロナウイルスの増殖過程

オルトコロナウイルスは動物細胞に感染することによって増殖する。その過程は、おおむね、感染 (1、2)、複製 (3 - 5)、放出 (6) の3段階からなる。
1. ウイルスエンベロープ表面に露出しているスパイクタンパク質Sおよび、種によってはヘマグルチニンタンパク質 HE が標的細胞表面の分子を認識し、結合する。
2. TMPRSS2などの宿主プロテアーゼによって、スパイクタンパク質が切断、活性化を受ける。
3. ウイルスエンベロープと標的細胞の細胞膜が直接融合、あるいはエンドサイトーシスによってウイルスが細胞内に取り込まれる。直接融合の場合、ウイルスゲノムが細胞内に直接導入されるが、エンドサイトーシスによって取り込まれる場合は、一旦ウイルスが含まれたエンドソームが細胞内に作られ、そこでエンドソーム膜とウイルスが融合することによってウイルスゲノムが導入される。エンドソーム内は通常、プロトンポンプでその内部のpHが下げられるが、これはリソソームへの移送とともにウイルスによって阻害される。
4. コロナウイルスはプラス鎖の一本鎖RNAをゲノムとして持つため、標的細胞の細胞質でそのままmRNAとして機能する。標的細胞のリボソームに結合して、RNA合成酵素を含むウイルスのタンパク質が作られる。ウイルスのRNA合成酵素はウイルスのゲノム配列以外は複製せず、ウイルスのゲノムRNAだけを鋳型にして、マイナス鎖のRNAとして複製する。これにより、ウイルス自身のRNA塩基配列だけを複製していく準備が整う。
5. マイナス鎖ウイルスゲノムRNAから遺伝子ごとにプラス鎖RNAが合成され、それらが標的細胞のリボソームに結合し、それぞれからウイルスタンパク質が作られる。またマイナス鎖ゲノムから、ウイルスを構成するプラス鎖ゲノムが複製される。そのゲノムは細胞に侵入してきたRNA配列と同じである。
6. 作られたウイルスタンパク質Ｎがプラス鎖ゲノムRNAに結合してヌクレオカプシドを作り、標的細胞の小胞体 (ER) に取り込まれる。ウイルス膜タンパク質Ｍ、スパイクタンパク質Ｓ、ヘマグルチニン HE は標的細胞の小胞体の膜に組み込まれる。この小胞体の膜がそのままウイルスの膜となる。ヌクレオカプシドと小胞体の膜（エンベロープになる）からウイルスが作られる。
7. 小胞体からゴルジ体を経由して、エキソサイトーシスによって標的細胞からウイルスが細胞外に放出される。そのとき、ウイルスのスパイクタンパク質はエキソサイトーシスの膜にしがみつくような形で放出される。これにより、ウイルスが複製される。

SARSコロナウイルスの特異的な例では、S上の定義された受容体結合ドメインがウイルスの細胞受容体であるアンジオテンシン変換酵素2 (ACE2) への結合を仲介する。

## 進化過程
すべてのコロナウイルス（＝オルトコロナウイルス亜科）の最新の最も近い共通祖先 （MRCA）は、紀元前8000年には存在していたと考えられているが、一部のモデルのMRCAは5500万年以上前に遡ってコウモリとの長期的な共進化を示唆する。 アルファコロナウイルス属のMRCAは紀元前2400年頃、ベータコロナウイルス属紀元前3300年頃、ガンマコロナウイルス属は紀元前2800年頃、デルタコロナウイルス属は紀元前3000年頃と考えられている。飛翔温血脊椎動物であるコウモリと鳥は、コロナウイルスの遺伝子源（アルファコロナウイルスとベータコロナウイルスはコウモリ 、ガンマコロナウイルスとデルタコロナウイルスは鳥）にとって、コロナウイルスの進化と普及を促進する宿主として理想的である。
このため多くのヒトコロナウイルスはコウモリに起源をもつ。ヒトコロナウイルスNL63は、紀元1190～1449年の間に、コウモリコロナウイルス (ARCoV 2) と共通の祖先を有していた。ヒトコロナウイルス229Eも、1686～1800年の間に、コウモリコロナウイルス（GhanaGrp1 Bt CoV）と共通の祖先を有していた。より最近の例では、1960年以前にアルパカコロナウイルスとヒトコロナウイルス229Eが分岐した。MERSコロナウイルスは、コウモリから中間宿主としてラクダを介してヒトに現れた。MERSコロナウイルスは、数種のコウモリコロナウイルスに関連しており、数世紀前にこれらの種から分岐したようである。
特に、SARSコロナウイルスは、コウモリコロナウイルスとの関係が他のヒトコロナウイルスより深く、ごく最近の1986年ごろ分岐した。キーンコウモリコロナウイルス類とSARSコロナウイルスの進化経路は、SARS関連コロナウイルスが長期間コウモリで共進化していた可能性を示唆する。SARSコロナウイルスの祖先は、カグラコウモリ科のleaf-nose batsに最初に感染した。その後、キクガシラコウモリ科のhorseshoe batsに、更にはジャコウネコ、最後にヒトに感染した。
他のベータコロナウイルスとは異なり、ベータコロナウイルス1およびエンベコウイルス亜属のウシコロナウイルスは、コウモリ由来ではなくネズミに起源を持つと考えられている。1790年代には、ウマコロナウイルスが種をまたいでウシコロナウイルスから分岐した
1890年代後半には別の種間伝播が起こり、ヒトコロナウイルスOC43がウシコロナウイルスから分岐した。1890年のインフルエンザ大流行は、病原体が実際には特定されていないこと、時期やその神経症状から、インフルエンザウイルスではなく、このウイルス（のスピルオーバー）によって引き起こされた可能性があると推測されている。ヒトコロナウイルスOC43は、呼吸器疾患を引き起こすほか、神経疾患への関与が疑われている。現在最も一般的な遺伝子型が出現したのは、1950年代である。
マウスの肝臓と中枢神経系に感染するマウス肝炎ウイルスは、系統的にヒトコロナウイルスOC43とウシコロナウイルスに関連する。ヒトコロナウイルスHKU1も、同様にげっ歯類に起源を持つ。

## ヒトコロナウイルス
ヒトに感染するコロナウイルスは、風邪症候群の4種類と動物から感染する重症肺炎ウイルス2種類 (SARS-CoV, MERS-CoV) が知られていて、更にSARS-CoV-2を加えた計7種類（2020年3月時点）である。アルファコロナウイルス属、ベータコロナウイルス属の下記のものが知られている。
- アルファコロナウイルス属（英語版）
  - ヒトコロナウイルス229E：風邪の病原体
  - ヒトコロナウイルスNL63：風邪の病原体
- ベータコロナウイルス属（英語版）
  - ヒトコロナウイルスHKU1：風邪の病原体
  - ヒトコロナウイルスOC43 ：風邪の病原体
  - SARSコロナウイルス (SARS-CoV)：重症急性呼吸器症候群 (SARSサーズ) の病原体
  - MERSコロナウイルス (MERS-CoV)：中東呼吸器症候群 (MERSマーズ) の病原体
  - SARSコロナウイルス2 (SARS-CoV-2) ：新型コロナウイルス感染症 (COVID-19コヴィット・ナインティーン) の病原体

## 動物コロナウイルス
コロナウイルスは家畜、実験動物、ペット、野生動物などあらゆる動物に感染し、様々な疾患を引き起こす。イヌ、ネコ、ウシ、ブタ、ニワトリ、ウマ、ラクダなどの家畜、シロイルカ、キリン、フェレット、スンクス、コウモリ、スズメなどからも固有のコロナウイルスが検出されている。

### 家畜
- コロナウイルス科 - Coronaviridae
  - アルファコロナウイルス属（英語版） - Alphacoronavirus
    - ペダコウイルス亜属 (Pedacovirus)
      - ブタ流行性下痢ウイルス（英語版）：豚流行性下痢ウイルス (PEDV)：致死的[31]。哺乳豚は下痢に伴う脱水によりほぼ100%が死亡するが、日齢が進むにしたがって症状は軽度[1]。

    - テガコウイルス亜属 (Tegacovirus)
      - ブタ伝染性胃腸炎ウイルス（英語版）：豚伝染性胃腸炎ウイルス (TGEV)：致死的[31]。7日齢以下は致死率ほぼ100%[1]。

  - ベータコロナウイルス属（英語版） - Betacoronavirus
    - エンベコウイルス亜属（英語版） - Embecovirus
      - ブタ血球凝集性脳脊髄炎ウイルス (Porcine hemagglutinating encephalomyelitis virus; HEV)：成豚の症状は軽度[1]。
      - 牛コロナウイルス[1] - Bovine coronavirus

  - ガンマコロナウイルス属（英語版） - Gammacoronavirus
    - イガコウイルス亜属 - Igacovirus
      - 鶏コロナウイルス（英語版） - Avian coronavirus
        - 鶏伝染性気管支炎ウイルス - Avian infectious bronchitis virus (IBV)：致死的[31]。幼齢なものほど死亡率も高い[1]。
- ブタ呼吸器コロナウイルス (Porcine respiratory coronavirus; PRCoV)：不顕性であり症状を示さない[1]。
- ウマコロナウイルス：死亡率約25%[1]
- シチメンチョウコロナウイルス性腸炎：幼鳥での死亡率は高い[1]。

### 実験動物
- マウス肝炎ウイルス (MHV)：致死的[31]

### ペット
- 猫伝染性腹膜炎ウイルス (FIPV)：致死的[31]